# Lancha hidrográfica Trieste
La lancha hidrográfica Trieste es una embarcación de la Armada Nacional de Uruguay destinada específicamente al relevamiento batimétrico en aguas uruguayas. Su tripulación fija consiste en personal capacitado para su maniobra y mantenimiento, en tanto que el personal idóneo en hidrografía que opera en ella (habitualmente compuesto por un Oficial Hidrógrafo y entre dos a tres tripulantes), embarca en ocasión de la realización de las campañas, proviniendo del Servicio de Oceanografía, Hidrografía y Meteorología de la Armada (SOHMA). Su puerto base es la Marina de Santa Lucía, frente a Santiago Vázquez.

## Construcción e incorporación
La embarcación fue construida en los astilleros de Massimo Petronio de la ciudad de Trieste en el norte de Italia, con el fin de efectuar tareas de levantamiento batimétrico en aguas fluviales y costeras, con equipamiento moderno y cumpliendo los estándares de la Organización Hidrográfica Internacional (OHI).
El 13 de marzo de 2001, con la presencia del entonces Señor Presidente de la República, Dr. Jorge Batlle Ibañez, el Señor Presidente de Italia, Carlo Azeglio Ciampi, Comandantes en Jefe de las Armadas de ambos países y diversas autoridades nacionales y extranjeras, se realizó en el Puerto de Montevideo la ceremonia de entrega de la Lancha Hidrográfica cedida por la Academia Marítima Internacional de Trieste, bautizándola con dicho nombre en su honor y habiendo recibido el Pabellón Nacional un día antes.
La entrega de la embarcación respondió al "Convenio de formación para la seguridad fluviomarítima", firmado por Uruguay con la Unión Europea, siendo destinada al apoyo de las tareas del buque hidrográfico Oyarvide (ROU 22) en el trazado del denominado "Corredor de Aguas Seguras".

## Características y capacidades
Pertenece a la Clase 100 A/1.1 NAV.S.ST, siendo la misma la primera construcción en su serie. Su propulsión es por medio de dos Motores Hidrojet, con lo cual se evita la presencia de apéndices en la obra viva, facilitando de esa manera tanto la navegación en aguas poco profundas como las operaciones de lanzamiento y recuperación en la mar del instrumental; asimismo reduce sensiblemente las vibraciones a bordo, aumentando el confort para la tripulación y la vida útil del equipamiento. De esta manera se asegura una excelente capacidad marinera con óptimo rendimiento propulsor.
La nave es capaz de operar en aguas costeras, dentro de las veinte millas, con una autonomía de 550 millas náuticas a la velocidad continua de crucero de 14 nudos, siendo la velocidad máxima de 16 nudos. La compartimentación es subdividida en 5 áreas estancas; la forma de la obra viva deriva de la experiencia adquirida en los proyectos y en la construcción de unidades para usos pesados, asegurando a este tipo de unidad notables dotes operativas y alta seguridad en la navegación. A fin de alojar 4 tripulantes, posee una cabina con diván en forma de “U” transformable en dos cuchetas, más dos cuchetas rebatibles. Asimismo dispone de un baño y una pequeña cocina.

## Equipamiento hidrográfico y software asociados
- Ecosonda Multihaz Elac BottomChart Compact MK II, trabaja con una frecuencia de 180 kHz, lo cual le permite trabajar con profundidades mínimas de 2 metros por debajo de la quilla hasta los 620 metros como máximo, con una cobertura de aproximadamente 3 veces y media la profundidad.
- Sistema de Adquisición Hydrostar Online y CARIS Hips & Sips, permite el control de la unidad electrónica de Ecosonda Multihaz como también ejecuta la grabación de los datos.
- Sensor de Movimientos TSS, este equipo calcula la variación de movimientos de la embarcación ya sea rolido, cabeceo, elevación y aproamiento, con el objetivo de estabilizar el sistema de levantamiento.
- Ecosonda Monohaz Elac Hydrostar 4300, tiene la capacidad de trabajar con doble frecuencia 50 kHz y 210 kHz hasta una profundidad máxima de 1.000 metros, los transductores se encuentran alojados fijos en el casco.
- Sistema de posicionamiento GPS diferencial satelital Hemisphere.